# ACD Ospitaletto SSD
Associazione Calcio Dilettantistica Ospitaletto, zkráceně jen Ospitaletto je italský klub hrající v sezoně 2024/25 4. italskou fotbalovou ligu, sídlící ve městě Ospitaletto v regionu Lombardie.

## Změny názvu klubu
- 1923 – 2000/01 – FC Ospitaletto (Football Club Ospitaletto)
- 2001/02 – 2017/18 – FC Ospitaletto 2000 (Football Club Ospitaletto 2000)
- 2017/18 – ACD Ospitaletto SSD (Associazione Calcio Dilettantistica Ospitaletto Società Sportiva Dilettantistica)

## Získané trofeje

### Vyhrané domácí soutěže
- 4. italská liga (1x)

1986/87
- 5. italská liga (1x)

2023/24

## Účast v ligách
| Úroveň soutěže | Název soutěže (nynější název) | První hraná sezona | Poslední hraná sezona | celkem odehraných sezon |
| -------------- | ----------------------------- | ------------------ | --------------------- | ----------------------- |
| 3              | Serie C                       | 1987/88            | 1994/95               | 2                       |
| 4              | Serie D                       | 1982/83            | 2024/25               | 15                      |
| 5              | Eccellenza                    | 1976/77            | 2023/24               | 9                       |